# جايسون غود
جايسون غود (بالإنجليزية: Jason Goode)‏ هو لاعب كرة قدم أمريكية أمريكي، ولد في 13 سبتمبر 1986 في بالتيمور في الولايات المتحدة.